# Škoda 1Tr
Škoda 1Tr — перший тролейбус, що був виготовлений на заводі Škoda Holding. Цей тролейбус був одним з трьох, які повинні були використовуватись для відкриття тролейбусної мережі Праги.

## Конструкція
Тролейбус на той час отримав назву Škoda 656Р, який був побудований на базі шасі вантажного автомобіля Škoda 553 з лівобічним рульовим керуванням. Підвіска тролейбуса механічна, яка була змінена з урахуванням електричного обладнання. Кузов виготовлявся на заводі у Млада-Болеславі, а електрообладнання — на заводі у Плзені. Корпус був дерев'яний, посилений металевими брекетами і зовнішньою обшивкою. 

## Прототип
Прототип, а також єдиний екземпляр цього типу, був виготовлений 1936 року. Перший тролейбус отримав порядковий № 301. Червоно-кремова машина експлуатувалася у Празі до 1955 року. У наступному році був переданий до Народного технічного музею Праги. У 1961 році її утилізували.